# Schlechteranthus
Genre
Classification phylogénétique
Schlechteranthus Schwantes est un genre de plante de la famille des Aizoaceae.
Schlechteranthus Schwantes, in Monatsschr. Deutsch. Kakteen-Ges. 1: 16 (1929)
Type : Schlechteranthus maximiliani Schwantes

## Liste des espèces
- Schlechteranthus hallii L.Bolus
- Schlechteranthus maximiliani Schwantes